# خوانیتو (بازیکن فوتبال، زاده ۱۹۸۰)
خوانیتو (انگلیسی: Juanito؛ زادهٔ ۱۷ فوریهٔ ۱۹۸۰) بازیکن فوتبال اهل اسپانیا است.
از باشگاه‌هایی که در آن بازی کرده‌است می‌توان به باشگاه فوتبال دپورتیوو آلاوس، باشگاه فوتبال رئال سوسیداد، باشگاه فوتبال آلمریا، باشگاه فوتبال آستراس تریپولی، و باشگاه فوتبال مالاگا اشاره کرد.